# Grube Königswart
Die Grube Königswart (Johann Friedrich Fundgrube) ist ein ehemaliges Bergwerk in Schönegründ (Gemeinde Baiersbronn) im Nordschwarzwald. Die Grube befindet sich unterhalb der Ruine Königswart. Die erste urkundliche Erwähnung ist im Jahr 1488, als der Markgraf Christoph von Baden das Bergrecht von Schwaz und Sterzing verlieh. Es ist allerdings wahrscheinlich, dass die Grube sehr viel älter ist. Ab 1595 gehörte die Grube zu Württemberg.
Abgebaut wurden vor allem silberhaltige Erze. Zusammen mit Neubulach und Christophstal (Freudenstadt) war es die wichtigste Abbaustätte für Silber auf württembergischem Grundgebiet. In allen drei Lagerstätten kommen hauptsächlich Fahlerze vor. Die Erze enthielten auch Eisen, das in den Hammerwerken und Hochöfen von Christophstal verhüttet wurde.